# Ufficio delle Nazioni Unite a New York

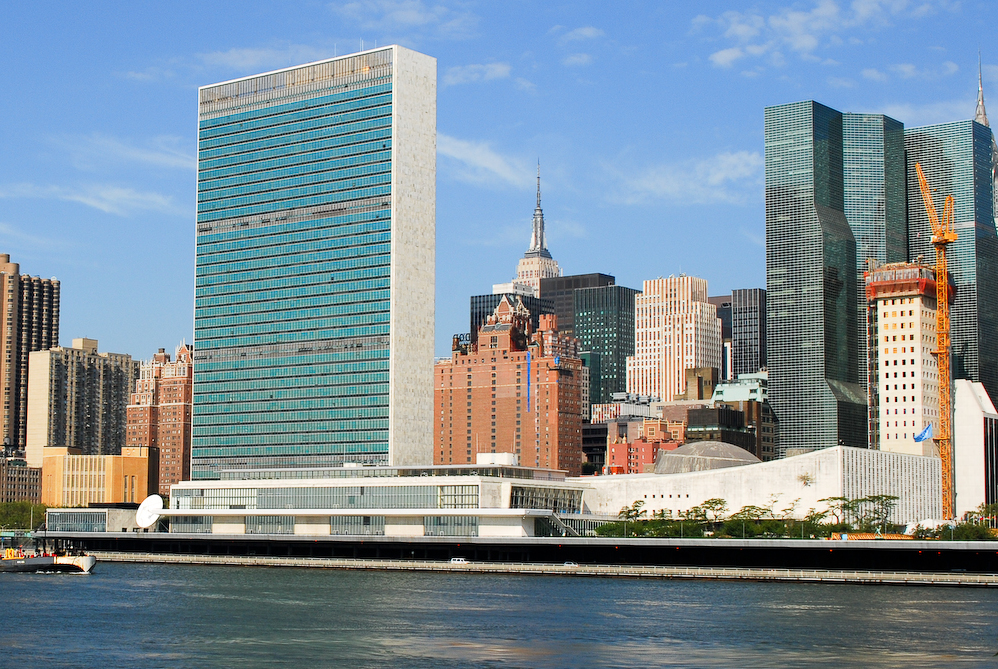
Una vista della sede centrale delle Nazioni Unite

L'Ufficio delle Nazioni Unite a New York è la sede principale dell'ONU; è un complesso di edifici situato a New York (USA). Il terreno su cui sorge non può essere oggetto di atti di governo degli Stati Uniti d'America in quanto gode del diritto di extraterritorialità. L'indirizzo è 760 United Nations Plaza, New York, NY 10017, USA.
Inizialmente le Nazioni Unite avrebbero voluto che la sede fosse disegnata da tutti i maggiori architetti mondiali, fu infatti chiamato anche Le Corbusier, poi, a causa di numerosi dissapori, il progetto fu affidato al solo Oscar Niemeyer.
È il primo grattacielo di New York ad utilizzare una facciata continua. In più ha la forma di un parallelepipedo a base rettangolare.

## Il Palazzo di vetro
L'edificio più noto del complesso è il cosiddetto Palazzo di Vetro in cui ha sede il Segretariato delle Nazioni Unite. qui si svolge la Infopoverty World Conference ovvero conferenza internazionale annuale contro la povertà.
Il Palazzo di Vetro, alto 154 m, venne costruito tra il 1949 e il 1950 su un terreno vicino all'East River a Manhattan e inaugurato il 9 gennaio 1951. Il progetto fu in parte finanziato da una donazione di 8,5 milioni di dollari devoluta da John D. Rockefeller Jr.; il disegno è dall'architetto Oscar Niemeyer.
Per far fronte all'invecchiamento della struttura, che la rende progressivamente inadeguata e insufficiente a contenere le numerose attività che vi vengono svolte, l'ONU sta costruendo una sede temporanea progettata da Fumihiko Maki tra le strade 41ª e 42ª. La sede temporanea dovrebbe ospitare gli uffici e le attività dell'ONU finché il Palazzo di Vetro non sarà ampliato.

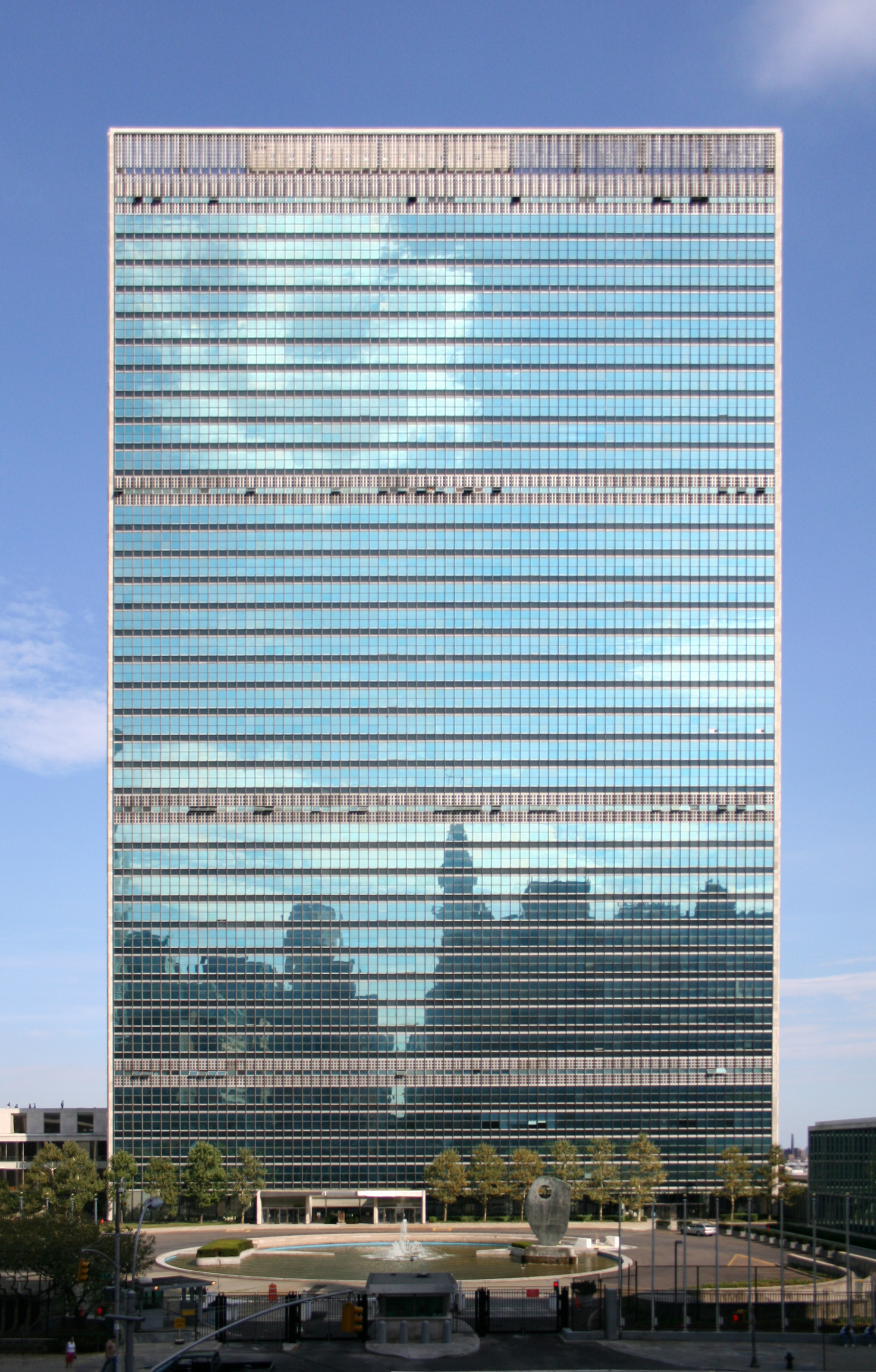
Una vista del Palazzo di vetro.

## Altre sedi
Oltre alla sede centrale, il coordinamento dell'attività delle Nazioni Unite e le operazioni di molte delle sue Agenzie specializzate hanno luogo in quattro grandi complessi direzionali dislocati in altre nazioni, gli Uffici delle Nazioni Unite di Ginevra, Vienna, Nairobi, Bonn e in numerosi uffici minori dislocati in varie altre nazioni.

## Collezione d'arte
La collezione d'arte dell'ONU è una raccolta di opere d'arte donate dagli Stati membri, da associazioni o da singole persone, all'organizzazione stessa. La collezione comprende: dipinti, sculture, arazzi e mosaici. Vi è un protocollo particolare da rispettare per la consegna di doni da parte degli Stati membri all'ONU. Chi cura tale procedura è l'ufficio protocollo dell'ONU stesso. Teoricamente ciascuno stato membro può donare solo un'opera d'arte e la stessa nazione è responsabile della collocazione e dell'installazione della stessa.